# Variété plate
En mathématiques, une surface de Riemann est dite plate si sa courbure de Gauss est nulle en tout point. Intuitivement, une variété plate ressemble « localement » à l'espace euclidien en termes de distances et d'angles, par exemple la somme des angles intérieurs d'un triangle est égale à 180°. Cette définition se généralise aux variétés riemanniennes dont le tenseur de courbure est nul en tout point.
Les tores plats font partie des exemples les plus simples de variétés plates compactes.
Le revêtement universel d'une variété plate complète est l'espace euclidien. Un théorème de Bieberbach montre également que toute variété plate compacte est un quotient fini d'un tore.

## Exemples

### Dimension 1
- La droite
- Le tore à une dimension

### Dimension 2
- Le plan
- Le cylindre
- Le ruban de Moebius
- La bouteille de Klein
- Le plan projectif réel
- Le tore à 2 dimensions.

## Théorème de classification
La classification des variétés plates compactes donne lieu à d'intéressants allers-retours avec la théorie de la représentation des groupes finis. Le résultat fondamental s'obtient en transposant au cadre des variétés les travaux réalisés par Ludwig Bieberbach dans les années 1910-1912 sur les groupes de symétries de l'espace :
Théorème de Bieberbach — Soit M une variété plate, compacte, de dimension n. Alors le groupe fondamental de M possède un sous-groupe d'indice fini qui est un groupe abélien libre de rang n. Notamment M est un quotient fini d'un tore plat.
La classification des variétés plates compactes se ramène alors à celle de leur groupe fondamental : les groupes possibles sont appelés groupes de Bieberbach ; ce sont, parmi les groupes cristallographiques, ceux qui sont sans torsion.
Ainsi, un groupe de Bieberbach {\displaystyle \Gamma } est un sous-groupe discret, sans torsion, du groupe affine d'indice n, tel que l'espace {\displaystyle M=\mathbb {R} ^{n}/\Gamma } est compact. Il vérifie une suite exacte de la forme
{\displaystyle 0\to \mathbb {Z} ^{n}\to \Gamma \to H\to 0}
où H est un groupe fini qui s'interprète comme le groupe d'holonomie de la variété M. On peut alors montrer que tout groupe fini peut être réalisé comme un tel groupe d'holonomie.